# Anti-Trench
Anti-Trench（アンチトレンチ）は、日本のポエトリーリーディングユニット。2016年2月活動開始。
歌人として活動してきたポエトリーリーディング・向坂くじらと、SUMMER SONICへの出演経歴も持つギタリストの熊谷勇哉によるユニット。胎動LABELに所属。

## メンバー
向坂くじら（さきさかくじら）
ポエトリーリーディング・作詞を担当。
慶應義塾大学文学部卒業。
5歳の時に詩を書き始め、その後、小説・短歌の創作活動を経て、20歳で本格的に朗読を始める。在学中は学生歌人としても活動し、「生きづらさ」をテーマとした中高生向けの短歌ワークショップを企画・開催。
好きな食べ物は茶碗蒸し。
熊谷勇哉（くまがいゆうや）
エレキギター・作曲を担当。生音Hiphopバンド「Hipdistrict」のギターとしても活動し、同バンドで2016年、「出れんの!? サマソニ!?」を勝ち抜きSUMMER SONICに出演。
青山学院大学中退。
好きな食べ物はカレー。

## 来歴
- 2016年2月 結成・活動開始。初ライブで観客が失神するなど異例な反響が続出し、口コミやネットにより評判が広まる。
- 2017年1月 胎動LABELに所属。
- 2017年3月 初の東名阪ツアー「キツネの窓 Tour 」を敢行[1]。ツアーファイナル・ワンマンライブ「キツネの窓」を開催。チケットが販売開始わずか一週間でソールドアウト[2]。同月、急遽決定した追加公演「キツネの窓 extra」も同様にソールドアウトする。正式に音源や映像作品のリリースがないまま、結果的に2つのワンマンライブをソールドアウトし、約180名を動員。
- 2017年6月 ポエトリーラッパーの狐火と2マンライブを開催。